# Chris Kotsopoulos
Christopher „Chris“ Kotsopoulos (* 27. November 1958 in Scarborough, Ontario) ist ein ehemaliger kanadischer Eishockeyspieler, der im Verlauf seiner aktiven Karriere zwischen 1975 und 1990 unter anderem 510 Spiele für die New York Rangers, Hartford Whalers, Toronto Maple Leafs und Detroit Red Wings in der National Hockey League auf der Position des Verteidigers bestritten hat.

## Karriere
Kotsopoulos verbrachte seine Juniorenzeit zunächst in seiner Heimatprovinz Ontario. Zwischen 1974 und 1975 war der Verteidiger für die Wexford Raiders in der Ontario Provincial Junior Hockey League aktiv, ehe es ihn in die höherklassige Ontario Major Junior Hockey League zog. Dort bestritt er die Saison 1975/76 bei den Windsor Spitfires. In der Folge entschied sich Kotsopoulos jedoch dagegen, seine Juniorenkarriere im System der Canadian Hockey League fortzusetzen. Stattdessen schrieb er sich an der Acadia University ein, pausierte aber für ein Jahr mit dem Eishockey. Erst zur Spielzeit 1977/78 stand er für das Universitätsteam in der Canadian Interuniversity Athletics Union (CIAU) auf dem Eis.
Zur Spielzeit 1978/79 wechselte der Abwehrspieler unbehelligt von den Franchises der National Hockey League in die International Hockey League, eine Minor League. Sein erstes Profijahr bestritt er dort in Diensten der Toledo Goaldiggers, bevor er anschließend eine Saison für die New Haven Nighthawks in der American Hockey League (AHL) aktiv war. Mit seinem Offensivgespür und der nötigen körperlichen Härte machte er schließlich die New York Rangers aus der NHL auf sich aufmerksam, die ihn im Juli 1980 als Free Agent unter Vertrag nahmen. Trotz 16 Scorerpunkten in seiner Rookiesaison wurde er im Oktober 1981 – kurz vor dem Saisonbeginn – gemeinsam mit Doug Sulliman und Gerry McDonald zu den Hartford Whalers transferiert. Die Whalers gaben dafür Mike Rogers und ein Zehntrunden-Wahlrecht im NHL Entry Draft 1982 nach New York ab. In Hartford fand Kotsopoulos für die folgenden vier Jahre eine neue sportliche Heimat und absolvierte mit 33 und 30 Punkten seine beiden besten Spielzeiten in der NHL. Als die Whalers im Verlauf der Saison 1985/86 in der Defensive stärker besetzt waren, kam der Kanadier nur noch sporadisch zu Einsätzen. Daher wurde er im Oktober 1985 im Tausch für Stewart Gavin an die Toronto Maple Leafs abgegeben.
In Toronto konnte sich der Defensivakteur wieder in der NHL etablieren, verpasste aber aufgrund von Verletzungen große Teile der Spielzeiten 1986/87 und 1987/88. Nach vier Jahren im Trikot der Leafs, in denen er die jungen Spieler des Teams angeleitet hatte, wurde sein Vertrag nach der Saison 1988/89 nicht verlängert, sodass er als Free Agent von den Detroit Red Wings verpflichtet wurde. Diese setzten ihn im Verlauf der Spielzeit 1989/90 aber nur zweimal ein, und er verbrachte den Großteil der Saison beim Farmteam in der AHL, den Adirondack Red Wings. Anschließend erklärte der 31-Jährige seine aktive Karriere im Sommer 1990 für beendet.

## Karrierestatistik
(Legende zur Spielerstatistik: Sp oder GP = absolvierte Spiele; T oder G = erzielte Tore; V oder A = erzielte Assists; Pkt oder Pts = erzielte Scorerpunkte; SM oder PIM = erhaltene Strafminuten; +/− = Plus/Minus-Bilanz; PP = erzielte Überzahltore; SH = erzielte Unterzahltore; GW = erzielte Siegtore; 1 Play-downs/Relegation; Kursiv: Statistik nicht vollständig)